# Tan-ruhuratir
Tan-ruhuratir (Tanhurater) war ein Herrscher der Šimaški in Susa, der um die Wende zum 2. Jahrtausend v. Chr. regierte. Er trug den Titel ensi, der oftmals als Statthalter übersetzt wird. Er wird in einer späteren Inschrift als Sohn des Idaddu I. bezeichnet. Diese Verwandtschaftsbeziehung wird auch durch eine Siegelinschrift des Idaddu bestätigt. In Bauinschriften und auf Siegeln wird er als Vater von Idaddu II. genannt. In einer erhaltenen Königsliste erscheint dagegen Eparti II. als Nachfolger. In einer Bauinschrift berichtet er von Arbeiten an dem Tempel der Inanna. Als weiterer Sohn wird in den Inschriften Kindattu genannt, was für die Forschung problematisch ist, da Kindattu nach der Königsliste aus Susa vor Tan-ruhuratir regiert haben soll.
Als seine Gemahlin ist Mekubi bezeugt. Sie war eine Tochter des Bilalama, der wiederum der Herrscher des sumerischen Stadtstaates Ešnunna war.
Der Schreiber Nūr-suen ist in seiner Regierungszeit bezeugt.